# Aleksei Brusilov
Aleksei Alekseevich Brusilov (em russo: Алексе́й Алексе́евич Бруси́лов) (Tiflis, Geórgia, 19 de agostojul./ 31 de agosto de 1853greg. – Moscou, 17 de março de 1926) foi um general de cavalaria russo, mais conhecido por ter desenvolvido táticas ofensivas militares empregadas na Ofensiva Brusilov de 1916, mais tarde copiadas pelos alemães na Frente Ocidental. Após a 1ª Guerra Mundial, juntou-se ao Exército Vermelho. Vindo de uma família de tradição militar, participou também da Guerra russo-turca de 1877-1878 e da Guerra Polaco-Soviética. Suas memórias da guerra foram traduzidas para a língua inglesa e publicadas em 1930 como A Soldier's Notebook, 1914–1918. Morreu em 1926, 2 anos após deixar o Exército, vítima de ataque cardíaco.